# Елізабет Кеді Стентон
Елі́забет Ке́ді Сте́нтон (англ. Elizabeth Cady Stanton; 12 листопада 1815, Джонстаун, штат Нью-Йорк — 26 жовтня 1902, Нью-Йорк) — американська громадська діячка, аболіціоністка, а також видатна постать в ранньому русі за права жінок. Її «Декларація переконань», представлена на першій конференції з прав жінок, яка відбулася 1848 року в Сенека-Фоллз, (Нью-Йорк), вважається документом, що ініціював появу перших організованих рухів за жіночу рівноправність та виборче право для жінок у Сполучених Штатах.

## Біографія
Була восьмою з одинадцяти дітей адвоката Деніела Кеді та Маргарет Лівінгстон Кеді; п'ятеро з її братів і сестер померли в ранньому віці. 1830 року переконала батька відправити її на навчання в перший навчальний заклад для жінок — засновану Еммою Віллард жіночу семінарію в Трої, штат Нью-Йорк. Там вона вивчала теологію, класичну римську і грецьку літературу, мови, право, риторику; брала участь в літературних і богословських товариствах, розвивала ораторські навички.
До того як Стентон присвятила себе відстоюванню прав жінок, вона була активною аболіціоністкою разом зі своїм чоловіком, Генрі Брюстером Стентоном, та двоюрідним братом, Джерритом Смітом (співзасновниками Республіканської партії). 1840 року Елізабет відвідала Всесвітню конференцію противників рабства, яка проходила в Лондоні. Там вона познайомилася з Лукрецією Мотт, яка стала її надійною соратницею.
На відміну від багатьох інших учасників руху за права жінок, Стентон відстоювала й інші права, крім права голосу. У полі її уваги перебували права жінки як матері і опікуна, право власності, право на роботу і контроль за доходом, право на розлучення, економічне здоров'я сім'ї та контроль народжуваності. Вона також була прихильником руху за тверезість.
1848 року Мотт і Стентон організували Конференцію в Сенека-Фоллз, Нью-Йорк. Стентон зазначила, що це була перша відкрита конференція з прав жінок в Сполучених Штатах. Висунута Стентон ідея про те, що «обов'язок кожної жінки цієї країни — завоювати собі виборче право» була прийнята, попри протести Мотт. Та вважала, що політика зіпсована рабством і моральними компромісами, але пізніше визнала, що право на участь у виборах також має бути у жінки, незалежно від того, буде вона його використовувати чи ні. У Сенека-Фоллз Стентон підписала так звану «Декларацію переконань». Жіноче виборче право стало головним питанням руху за права жінок на наступні кілька десятиліть.

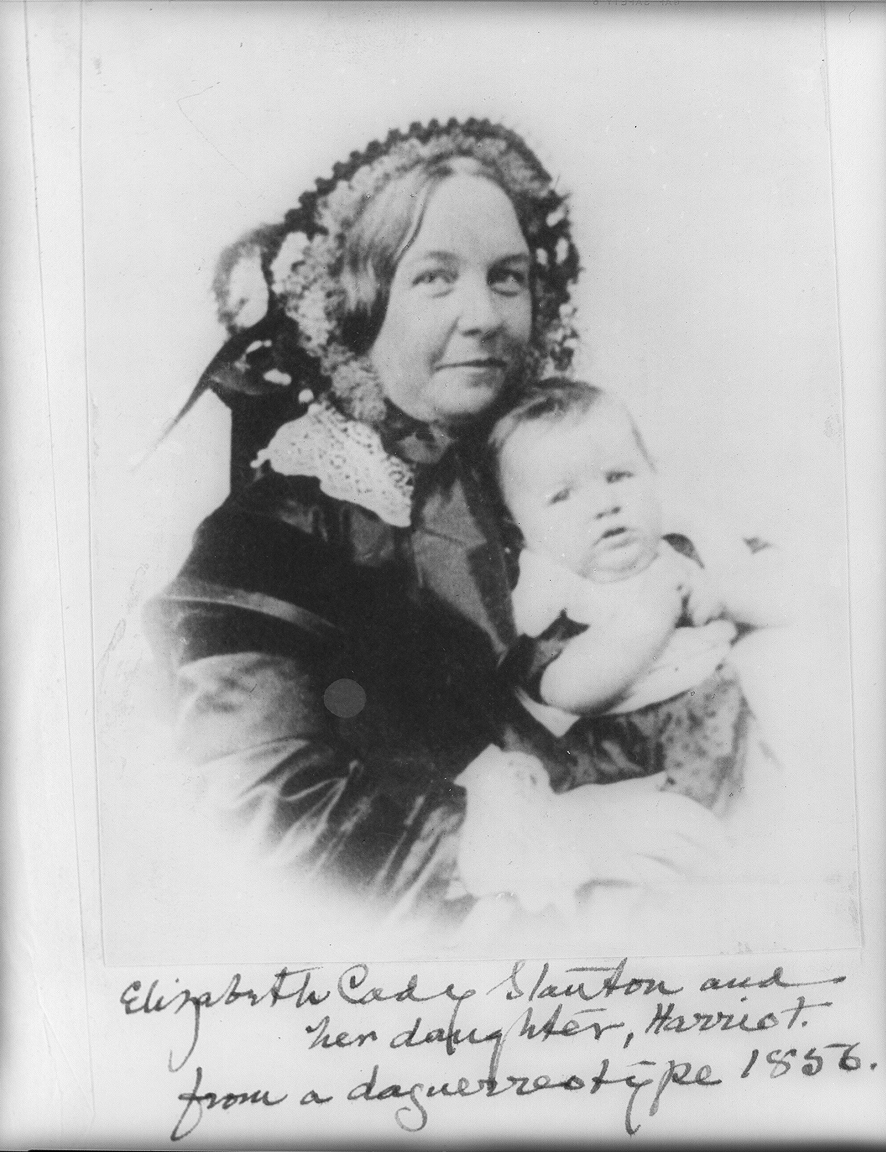
Елізабет Кеді Стентон з дочкою Гарріот, 1856

1851 року вона познайомилася з суфражисткою Сьюзен Б. Ентоні, що стала її подругою і напарницею в боротьбі за соціальні реформи. Разом вони заснували жіноче товариство тверезості штату Нью-Йорк після того, як Ентоні було заборонено говорити на прогібіціоністській конференції. 1863 року в умовах громадянської війни в США вони ініціювали Жіночу національну лігу лояльності (англ. women's Loyal National League), яка провела найбільшу петиційну кампанію в історії країни, зібравши близько 400 тисяч підписів з вимогою 13-ї поправки до Конституції США на підтримку скасування рабства.
Після Громадянської війни прихильність Кеді Стентон до суфражизму викликала розкол у русі за права жінок, коли вона разом зі Сьюзен Ентоні та Френсіс Гейдж відмовилася підтримати прийняття 14-ї і 15-ї поправок до Конституції США у тому вигляді, в якому їх представили у Конгресі. Вона виступила проти надання юридичного захисту і права голосу на виборах чоловікам-афроамериканцям без надання таких же прав жінкам — як білим, так і чорношкірим. Натомість вона вимагала права голосу для всіх дорослих, незалежно від статі та раси, однак коли радикальний прихильник загального виборчого права, конгресмен-республіканець Тадеуш Стівенс передав в Конгресі відповідну петицію Стентон та інших суфражисток, законодавці відмовилися вносити зміни до поправки до Конституції.
Позиція Стентон «все або нічого» з питання про виборче право, а також її погляди на християнство та інші права жінок, крім права голосу, призвели до формування двох окремих організацій боротьби за права жінок. 1866 року Елізабет Стентон, Лукреція Мотт, Сьюзен Ентоні та Люсі Стоун заснували Американську асоціацію за рівноправність. Пізніше, 1869 року Елізабет Стентон, Сьюзен Ентоні й афроамериканська феміністка Сожурне Трус, що приєдналася до них, заснували Національну жіночу суфражистську асоціацію, а Елізабет Блеквелл, Джулія Ворд Гау, Люсі Стоун — Американську жіночу суфражистську асоціацію.
Обидва товариства згодом возз'єдналися, і Стентон, яка спочатку виступала проти об'єднання, стала президентом цієї організації приблизно через 20 років після її розриву з початковим рухом за права жінок. Втім, Стентон, переглядаючи статут нової організації, прийшла до висновку, що її програма обмежена єдиною метою — правом голосу, — і при возз'єднанні 1890 року виступила з промовою, в якій говорила про інші аспекти гендерної нерівності: «правомірно було б, спираючись на великий досвід усього людства, обговорити в нашій програмі всі ганебні спроби поділу людей за ознакою статі».

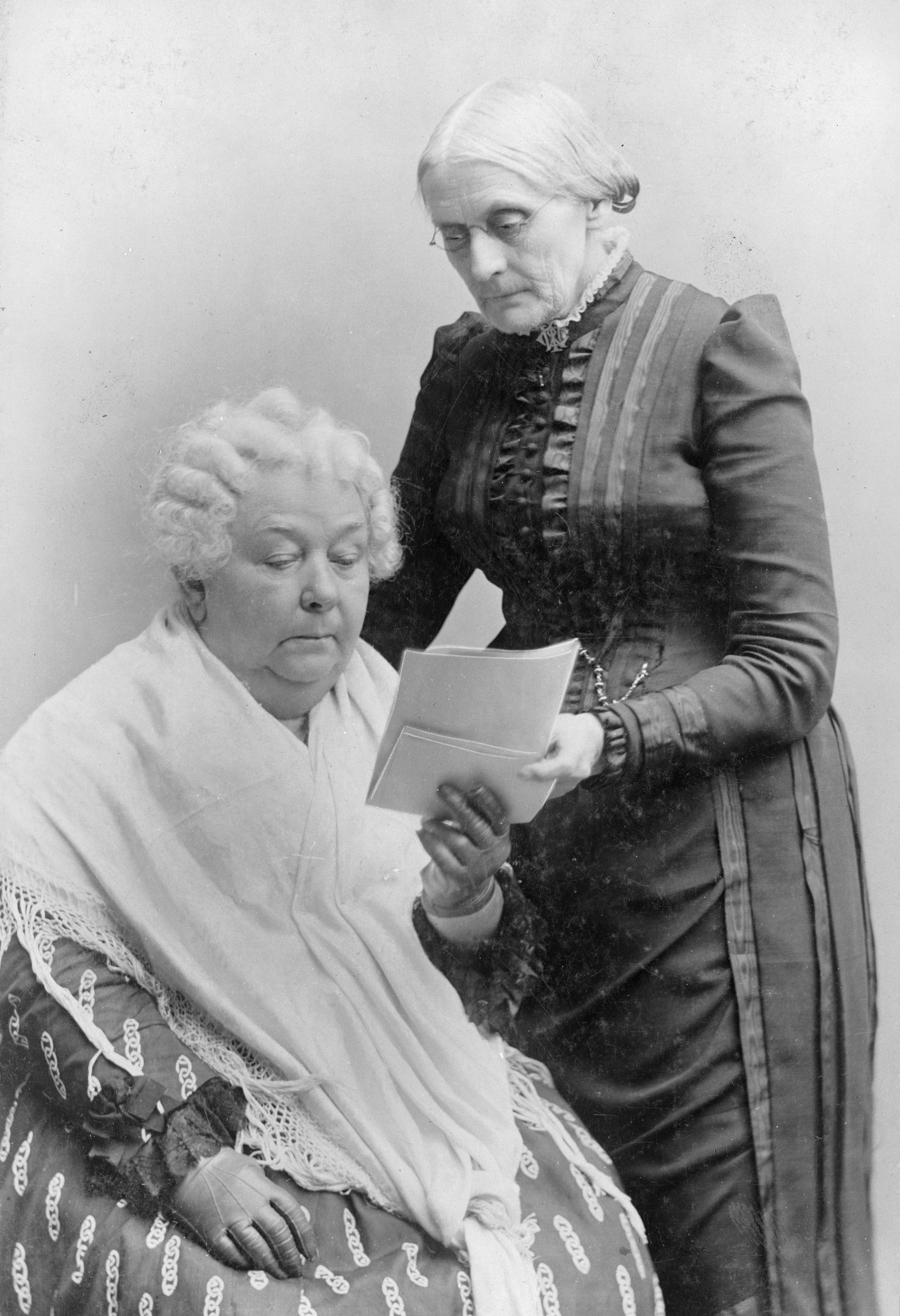
Елізабет Кеді Стентон і Сьюзен Ентоні.

З 1868 року разом з Ентоні і провідним чоловіком-феміністом США Паркером Піллсбері Стентон видавала тижневик «Революція» («Revolution»). З 1876 року брала участь у складанні шеститомної «Історії жіночого виборчого права», в яку увійшла детальна історія, документи й листи, пов'язані з суфражистским рухом.
У своїй книзі «Жіноча Біблія» (1895) кинула виклик традиційному патріархальному прочитанню Біблії, з якої випливала ідея підпорядкування жінок чоловікам. У свої пізні роки цікавилася кооперативним і популістським рухами, а також фабіанським соціалізмом. Несподівано різко підтримала Іспано-американську війну 1898 року, з приводу якої писала, що «хоча ненавидить війни як такі, але бажає стерти Іспанію з лиця землі».
Елізабет Кеді Стентон померла 26 жовтня 1902 року у своєму домі в Нью-Йорку, за 18 років до того, як жінки в США одержали виборче право. Вона похована на цвинтарі Вудлон у Бронксі (Нью-Йорк).

## Канонізація
Англіканська Свята. Її пам'ять разом з Амелією Блумер, Сожурне Трус і Гаррієт Росс Табмен у календарі святих Єпископальної церкви вшановується 20 липня.

## Видання творів
- Gordon, Ann D. (Ed.): The Selected Papers of Elizabeth Cady Stanton & Susan B. Anthony Volume I: In the School of Anti-Slavery 1840—1866. Rutgers University Press; New Brunswick, NJ, 2001. ISBN 0-8135-2317-6
- Gordon, Ann D. (Ed.): The Selected Papers of Elizabeth Cady Stanton & Susan B. Anthony Volume II: Against an Aristocracy of Sex 1866—1873. Rutgers University Press; New Brunswick, NJ, 2000. ISBN 0-8135-2318-4
- Gordon, Ann D. (Ed.): The Selected Papers of Elizabeth Cady Stanton & Susan B. Anthony Volume III: National Protection for National Citizens 1873—1880. Rutgers University Press; New Brunswick, NJ, 2003. ISBN 0-8135-2319-2
- Gordon, Ann D. (Ed.): The Selected Papers of Elizabeth Cady Stanton & Susan B. Anthony Volume IV: When Clowns Make Laws for Queens 1880—1887. Rutgers University Press; New Brunswick, NJ, 2006. ISBN 0-8135-2320-6
- Gordon, Ann D. (Ed.): The Selected Papers of Elizabeth Cady Stanton & Susan B. Anthony Volume V: Their Place Inside the Body-Politic, 1887 to 1895. Rutgers University Press; New Brunswick, NJ, 2009. ISBN 978-0-8135-2321-7
- Gordon, Ann D. (Ed.): The Selected Papers of Elizabeth Cady Stanton & Susan B. Anthony Volume VI: An Awful Hush, 1895 to 1906 Rutgers University Press; New Brunswick, NJ, 2013. ISBN 978-08135-5345-0
- Langley, Winston E. & Vivian C. Fox (Ed.): Women's Rights in the United States: A Documentary History. Praeger Publishers; Westport, CT, 1994. ISBN 0-275-96527-9
- Stanton, Elizabeth Cady: Eighty Years & More: Reminiscences 1815—1897. Northeastern University Press; Boston, 1993. ISBN 1-55553-137-7
- Stanton, Elizabeth Cady: Solitude of Self. Paris Press; Ashfield, MA, 2001. ISBN 1-930464-01-0.
- Stanton, Elizabeth Cady (Vorwort von Maureen Fitzgerald): The Woman's Bible. Northeastern University Press; Boston, 1993. ISBN 1-55553-162-8
- Stanton, Elizabeth Cady: The Woman's Bible. Prometheus Books; Great Minds Series; Amherst, NY, 1999. ISBN 978-0-405-04481-6
- Stanton, Elizabeth et al. (Ed.): History of Woman Suffrage, vol. 4, 1902
- Stanton, Theodore & Harriot Stanton Blatch, (Ed.): Elizabeth Cady Stanton As Revealed in Her Letters Diary and Reminiscences, Two Volumes.  Arno & The New York Times; New York, 1969. (Originally published by Harper & Brothers Publishers).